# Josep Caixal i Estradé

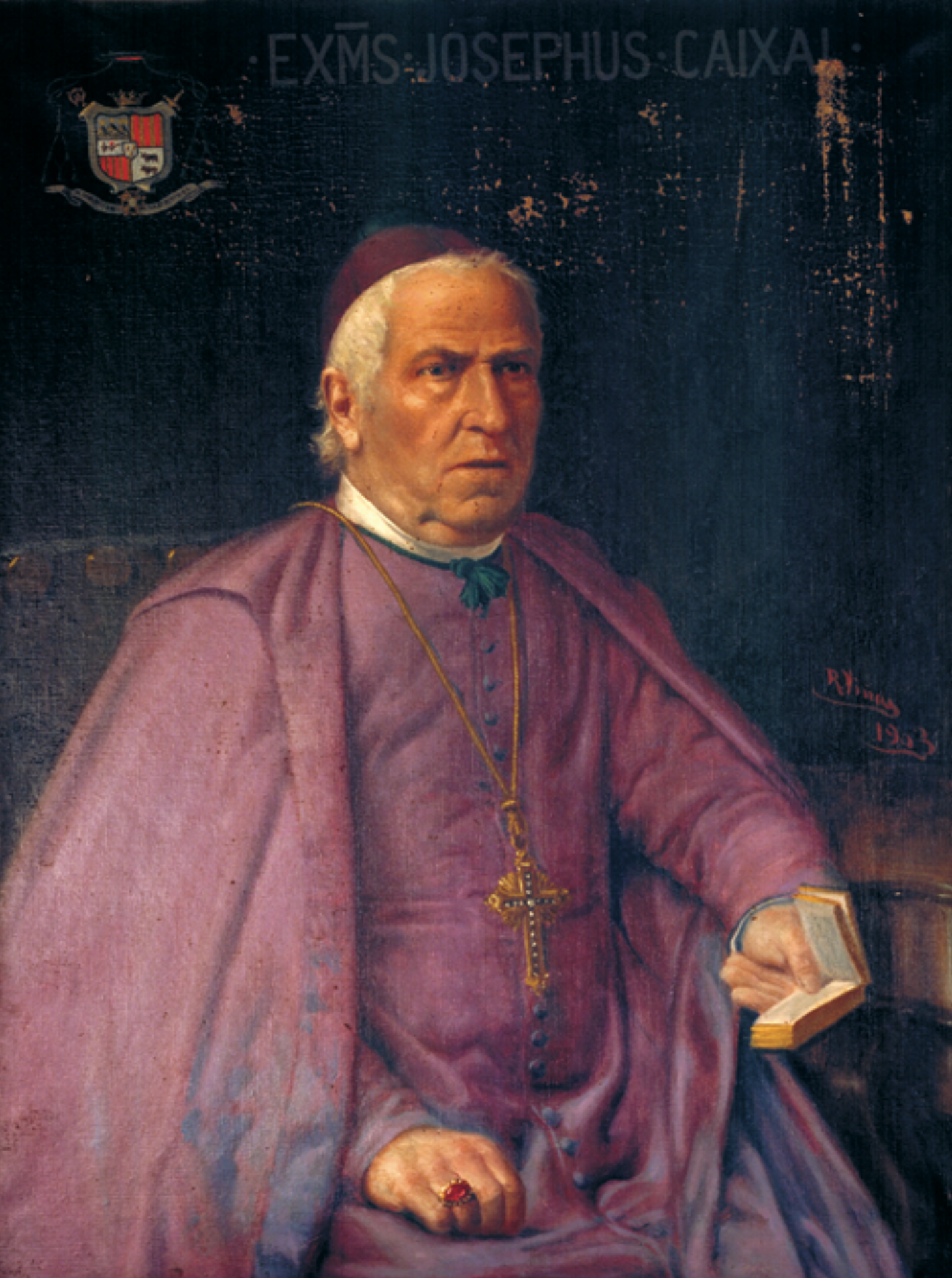
Josep Caixal i Estradé

Josep Caixal i Estradé (* 9. Juli 1803 in El Vilosell in der Comarca Garrigues; † 26. August 1879; spanisch José Caixal y Estradé) war ab 1853 bis zu seinem Tod Bischof von Urgell und damit auch Kofürst von Andorra.

## Leben
Josep Caixal i Estradé war 1847 einer der Gründer des katalanischen Verlags „Libreria Religiosa“.

### Bischof von Urgell
1853 wurde Josep Caixal i Estradé zum Bischof von Urgell ernannt, als Nachfolger von Simó de Guardiola y Hortoneda. Als Bischof von Urgell war er zugleich einer der beiden Kofürsten von Andorra.
Auf Initiative des andorranischen Politikers Guillem de Plandolit i de Areny wurden im Jahr 1866 weitreichende politische und soziale Reformen für Andorra ausgearbeitet, denen auch der Bischof am 14. April 1866 seine Zustimmung gab. Sie sahen eine umfassendere Beteiligung der andorranischen Bevölkerung an den politischen Entscheidungen vor und traten mit der Zustimmung von Kaiser Napoleon III., dem anderen Kofürsten Andorras, drei Jahre später in Kraft. Mit dem Ende des französischen Kaiserreichs fielen Napoleons Kompetenzen als Kofürst an den Staatspräsidenten Frankreichs.
Bischof Caixal i Estradé nahm am Ersten Vatikanischen Konzil teil.

Die Gründerinnen der Kongregation Karmelitinnen vom heiligen Josef

### Verbindung mit Teresa Toda und mit Teresa Guasch
Caixals spiritueller und seelsorgerischer Einfluss war entscheidend für das Leben und die Berufung der ehrwürdigen Teresa Toda i Juncosa und ihrer Tochter Teresa Guasch i Toda, den Gründerinnen der Karmelitinnen vom heiligen Josef. Als Kanoniker in Tarragona wurde er der geistliche Begleiter von Teresa Toda, die sich nach der Trennung von ihrem gewalttätigen und verlassenen Ehemann ganz Gott weihte. Auf Caixals Rat hin reifte in ihr der Plan zur Gründung einer Ordensgemeinschaft zur Aufnahme von Waisen und armen Mädchen. 1863 teilte Teresa Toda diesen Plan mit ihrer Tochter Teresa Guasch, und unter der Leitung von Caixal begannen sie mit den Vorbereitungen. 1868, bereits als Bischof von Urgell, ermutigte er sie, sich in Barcelona niederzulassen. 1874 drängte er sie schließlich, das Institut offiziell zu gründen.
Dank seiner bischöflichen Unterstützung entstand am 22. Februar 1878 die erste Ordensgemeinschaft. Die Ordensregeln wurden 1883 genehmigt – im selben Jahr legten Mutter und Tochter ihre Gelübde ab. Caixals geistliche Begleitung war grundlegend für die Entstehung der Kongregation, die heute in Europa, Amerika und Afrika vertreten ist.
Josep Caixal i Estradé starb 1879 im Alter von 76 Jahren. Als Bischof von Urgell und Kofürst folgte ihm Salvador Casañas i Pagés.